# 강희용
강희용(姜熙龍, 1971년 3월 24일~ )은 대한민국의 정당인이다. 더불어민주당 동작구 을 지역위원장이다.

## 학력
- 효제초등학교 졸업
- 강원중학교 졸업
- 강원대학교 사범대학 부설고등학교 졸업
- 한양대학교 정치외교학과 학사
- 고려대학교 대학원 경제학 석사
- 한양대학교 대학원 공학박사 (도시공학)

## 생애
1971년 강원도 춘천에서 태어났다.  고등학생 시절 춘천고등학교 연합회 결성을 주도했다.  고등학교 1학년 때 동급생들과 반공교육을 받는 자리에서 강사의 강연내용에 반박하기도 했다. 한양대학교 입학 이후 학생운동에 참여한다.  대학교 4학년 시절 부모님 바램으로 삼성에 입사시험을 본다.  시험에 합격하나  결국 본인이 소망한 사업에 뛰어든다.  전자상거래 사이트를 운영하다  벤처기업에 입사하나 열악한 노동조건을 겪고 디지털밸리내 노동조합을 처음으로 결성한다.  노조 결성을 이유로 해고통보를 받았으나 노동환경을 개선하는데 성공했다.   그 후 출마를 준비하던 전병헌 의원과 만나 2004년 총선에서 승리한다. 17대 국회 최연소 정책 보좌관으로 7년을 근무한 뒤 2010년 지방선거에서 서울시의원으로 출마해 당선된다.  강희용은 당선 직후 친환경 무상급식 지원 조례를 대표발의했고,  이에 오세훈 당시 서울시장이 반발하며 서울시의 무상급식 정책논란이 시작된다. 강희용은 민주당 내 무상급식 특별 위원회와  시민사회, 야5당 연합체인 나쁜투표 거부 시민 운동을 이끌며 오세훈 시장 사퇴에 한 역할을 담당했다.   문재인 당대표 시기 강희용은 민주당 당명으로 복귀한 60주년 기념사업을 주도했다.   후임인 추미애 당대표 및 문재인 대선후보의 메세지 팀장을 맡았으며 대선 이후 민주당 정무조정실장으로 문재인정부 내 당-정-청간 협력을 설계한다.  최근 민주당 동작구 을 지역위원장을 맡아  현역의원인 나경원 의원과 맞대결을 준비하고 있다.

### 정치입문 이전
1971 강원도 춘천에서 태어났다.   전두환 통치 시절 중학교 때 졸업앨범에 장래 희망을 정치혁명가라고 적었지만 담임선생님의 권유로 정치를 뺸 일화가 있다.  고등학교에 입학해 춘천 고등학생 연합회 결성을 주도한다.  한양대에 입학해 학생운동을 하다 삼성그룹 입사시험에 합격한다.  부모님 바램과 달리  입사하지 않고 중고 중장비 거래사이트를 운영한다.  스카웃 제의를 받아 벤처기업에 입사하나 열악한 노동환경에 디지털밸리 노동조합을 만든다.   노동조합 결성을 이유로 해고등의 중징계를 받자 반발하는 과정에서 처우개선에 성공하지만 대가를 치르며 직장을 그만둔다.
이후 지인의 소개로 출마를 준비하던 전병헌 의원과 만나 캠프에 합류한다.

### 국회 보좌관
17,18대 국회에서 정책 보좌관을 지냈다.  정책분야에서 전문성을 인정받지만 원내대표 선거도 총괄해 전병헌 의원이 승리하는데 공헌한다.  17대 국회 당시 33세로 최연소 보좌관을 지냈다.

### 시인
보좌관 시절 습작중인 시를 본 국회 출입 기자의 권고로 등단을 시도했다.   2009년 문예교양지 [연인]을 통해  등단에 성공한 후  시집 [봄은 내게 겨울 외투를 권했다]를 출간한다.

### 서울시의원
2010년 제5회 지방선거에 출마해 당선된다.  당시 39세로 지역구 출마자중 2번째로 어린 나이.  시의회 입성 직후  친환경 무상급식 지원에 대한 조례를 대표발의한다.  곽노현 서울시 교육감도 무상급식을 공약으로 당선되었기에 무난하게 진행될 것 같았으나 포퓰리즘으로 규정한 오세훈 서울시장이 반발한다.  “복지 포퓰리즘 반대에 정치생명 걸었다”   오세훈 시장은 "시 교육감의 급식 의무를 서울시장에게 강제하기 위한 다수의 위법조항을 포함하고 있다"는 이유로 반대했다. 무상급식 조례도 대법원 가나... 서울시, 시의회에 재의 요구 그러나 시 예산은 시의회에 결정 권한이 있고 서울시의회는 민주당 의원들이 3/4 가량을 차지하고 있는 상황.  무난히 재의결된다.

### 서울시 무상급식 논쟁
무상급식을 복지 포퓰리즘으로 규정한 오세훈 서울시장 측에 대해 서울시 의회는 시장직을 중도사퇴하고 대선으로 가기 위한 명분용 행보라고 비판한다. 오세훈, 중도사퇴용 명분 쌓고 있나  오세훈 시장은  손석희의 시선집중에 출연해 대선출마 가능성에 대해 모호하게 답변한다. 이에 서울시의회 원내부대표인 강희용이 출연해  임기 1년중 7개월을 의회출석도 거부하면서 대권을 논할 자격이 있냐고 반론했다. 손석희의 시선집중 '무상급식 논란 등 오세훈 서울시장 인터뷰 반론'
오세훈 시장측은 무상급식 주민투표를 실시할 경우 투표율 미달로 서울시 의회 무상급식 조례도 부결된다고 해석했으나 법제처 유권해석에 막혔다.  이에 뉴라이트 성향 연합단체인 복지포퓰리즘추방국민운동본부를 통해 무상급식 반대 서명운동에 돌입한다.  "오세훈의 '위험한 도박', 한나라당 전체가 무너진다"  그러나 강희용 시의원측이  서명부 조작 의혹을 폭로하면서 난처한 상황에 빠졌다.  죽은 사람·무상급식 추진위원 서명도  오세훈 시장측은  다음 수단으로 '전면 무상급식 반대 주민투표 실시’ 대신 '단계적 무상급식과 전면적 무상급식 정책 중 하나를 선택하는 주민투표’로 주민투표 목적을 임의변경했다.  강희용 시의원 측은 이에 반발하지만 주민투표 선거관리위원 임명권이 서울시에 있기에  주민투표가 실시된다."오세훈, '욕심' 때문에 막다른 길인 줄 알면서도 질주"  강희용 시의원은 민주당을 포함한 야 5당과 시민단체간 결합을 시도하고 나쁜투표거부시민운동 기획위원장을 담당한다. 오세훈표 주민투표, 무엇이 문제인가?   그러나 주민투표를 앞두고 서울시에 집중호우가 내리며 오시장과 서울시에 악재가 발생했다. 오세훈 표밭에 내린 집중호우...주민투표 발의 연기     이에 오세훈 시장은  자신을 경계하던 보수진영에 대선불출마를 다짐한다. "대선불출마 오시장 용단" VS "정치적 쇼"…시민사회단체 엇갈린 반응  마지막으로 투표 성립에 시장직을 걸며 정치적 승부수를 던졌지만 실패하고 서울시장직을 사퇴한다.  강희용 시의원이 대표발의한 무상급식 조례는 박원순 시장이 보궐선거로 취임하며 이행되었다.

### 지하철 9호선 요금 인상 저지
서울메트로9호선은 2012년말 기본운임을 최고 500원 인상하겠다고 통보한다.  박원순시장과 서울시는 자치단체장과 협의 없이 운임을 올릴 수 없다고 반대했지만 메트로9호선측은 요금인상을 강행한다. 이로 인해  서울 지하철 9호선 운임인상 논란이 발생했다.  강희용 시의원은 서울메트로9호선 재정적자 주 원인 중 하나인 후순위채 구조를 집중적으로 밝힌다.  “지하철9호선 빚도 맘대로 못갚아”  서울시가 지급보증할 시 4% 이자로 채권을 발행할 수 있었으나 지급보증 제의를 거절하고 15% 후순위채를 발행해 회사 투자자들이 스스로 인수한 것.  강희용 의원은 "2009년 개통 이후 올해까지 예상되는 연체 이자만 원금의 75%인 500억원에 달하고 내년에는 676억원으로 원금을 넘어선다"며 "이대로 적자가 지속돼 이자를 주지 못한다고 가정하면 2020년에는 연체 이자만 2441억원에 달한다"고 주장했다.
또한 강희용 시의원은 장래 수입을 예상해 최저수익을 보장하는 MRG 제도에 대해서도 지적했다.    "지하철은 돈이 안되는 사업이다. 그런데도 어떻게 왜 맥쿼리가 들어왔나 생각해보면 간단하다. 상당수익을 보장 받았다는 것이다. 맥쿼리는 후순위채 관련 이자수익이 15%, 운영수익으로 9%를 가져간다. 일부 구간 공사한 것 치고는 엄청난 수익" 이 문제라고 비판한다.  (인터뷰)강희용 서울시의원 "9호선, 너무 큰 특혜"
박원순 시장은 강희용 시의원의 문제제기를 받아들여 지하철 9호선 재구조화 사업을 착수한다.  연 7.5%에서  15%에 이루는 고금리 채권을 해소한다.  또한 세전 13%의 경상이익을 보전하기로 한 투자자대신 다른 투자자를 유치해  세전 4.86%의 경상이익을 약속한다.    MRG 역시 폐지하며 이 과정에서 약 3조 2천억원의 재정절감 효과를 기대할 수 있었다.  지하철9호선 재구조화…수익률 연 13%→4.86%

### 우면산터널 재구조화 사업
우면산터널은 건설 초기 대주주인 두산건설, 두산중공업으로부터 맥쿼리인프라가 지분을 인수하며 비슷한 문제가 발생했다. 맥쿼리, MB 시장 때 서울 알짜배기 사업들 따내 ‘특혜 의혹’ 맥쿼리가 지분을 인수한 시기는 이명박 서울시장 시절로 운영기간을 기존 19년에서 30년으로 연장해 3700억원의 추가 비용을 서울시민이 안게 된 것.  [우면산터널] 이명박 시장 취임후 3중 특혜성 조치 강희용 시의원은 운영기간 연장,  맥쿼리 등이 인수한 고금리 후순위채로 인한 부실화, 실제 교통량보다 4배 많은 예상교통량으로 인한 수입보장 특혜를 비판했다.   이를 박원순 시장이 받아들여 우면산터널 역시 재구조화 사업을 진행한다. 이를 통해 1587억원의 재정절감 효과 및 통행요금 인상을 억제했다.  우면산터널 재구조화 '市재정·통행료 경감' 두마리토끼 사냥

### 국무부 차세대 지도자 프로그램 초청
2013년 강희용 시의원은  미국의 '세계 차세대 지도자 프로그램'에 선정되었다. 이 프로그램은 미 국무부가 1940년부터 전세계 차세대 리더들을 초청해 양국간 정치, 경제, 사회, 문화의 이해와 협력을 도모하는 것으로 지금까지 330명의 전현직 국가 수반이 거쳐갔다.
우리나라에서는 김영삼, 고 김대중 전 대통령과 한승수, 정일권, 남덕우 총리 등이 참여한 바 있다.  강희용 서울시의원, '세계 차세대 지도자' 연수에 선정

### 시의원 이후
박원순 캠프 정책대변인, 국회 정책전문위원을 역임한 후  2014년 7.30 동작구 을 재보궐 경선에 도전하지만 실패한다.  추미애 더불어민주당 당대표 및 문재인 대통령 후보의 메세지 팀장을 맡았다. 대선 이후 민주당에 신설된 정무조정실장으로 임명된다.  대통령을 만든 사람들-민주당 강희용 정무조정실장
더불어민주당 동작구 을 지역위원장으로 임명되었다.  [인터뷰] 강희용 “민주당, 70년대생 중심으로 새로운 정치할 것”

## 경력
- 2004 ~ 2010년 제17대, 18대 국회의원 정책보좌관
- 2010 ~ 2014년 제8대 서울시의회 의원
- 2011년 박원순 서울시장 후보 시정특보
- 2011년 나쁜투표거부시민운동본부 정책기획위원장
- 2012년 맥쿼리 민간투자사업(9호선,우면산터널) 서울시의회 행정조사특위 위원
- 2012 ~ 2014년 서울특별시 도시재정비위원회 위원
- 2012 ~ 2014년 서울특별시 도시계획위원회 위원
- 2013 ~ 2014년 새정치민주연합 서울시당 대변인
- 2013 ~ 2014년 민주당/새정치민주연합 정책위원회 부의장
- 2013 ~ 2014년 서울특별시 서울플랜2030 총괄조정위원
- 2013년 미 국무부 세계차세대지도자(IVLP) 한국대표
- 2014년 박원순 서울시장 후보 정책대변인
- 2014년 박원순 서울시장 정책자문위원
- 한양대학교 부동산융합대학원 겸임교수
- 한양대학교 도시대학원 겸임교수
- 창당60년 기념사업회 추진위원회 실행위원/대변인
- 자치분권 민주지도자회의 서울공동대표
- 더불어민주당 유능한경제정당위원회 위원
- 더불어민주당 뉴파티위원회 위원
- 더불어민주당 상근부대변인(문재인 당대표)
- 문재인대통령 후보 상임선대위원장 비서실 부실장
- 더불어민주당 대선준비위원회 메시지 팀장
- 더불어민주당 당대표 비서실 부실장
- 더불어민주당 당대표 정무조정실장
- 국회 2급 공무원(국회정책전문위원)
- (사)주거복지재단 이사
- (재)한국공간복지재단 상임이사
- (사)한국도시계획가협회 상임이사
- 더불어민주당 당현대화추진위원회 위원
- 더불어민주당 혁신성장추진위원회 위원
- 더불어민주당 한반도경제통일특별위원회 부위원장
- 한양대학교 도시대학원 특임교수
- 더불어민주당 동작구(을) 지역위원회 위원장
- 민주평화통일자문회의(의장:문재인대통령) 중앙상임위원
- 문재인정부 대통령직속 국가균형발전위원회 전문위원

## 수상
- 2006년 국회사무총장 표창
- 2009년 국회의장 표창
- 2012년 한국매니페스토 약속대상 대상(친환경무상급식실천) 수상
- 2013년 대한민국 재향군인회장 공로패
- 2014년 한국매니페스토 약속대상 최우수상(맥쿼리 지하철9호선 정상화) 수상
- 박원순 서울시장 감사패_맥쿼리 민간투자사업 해결 공로

## 저서
- 시집 《봄은 내게 겨울외투를 권했다》 (2013.12.02.)
- 《강남의 탄생》 (2016.05.10)

## 역대 선거 결과
| 실시년도 | 선거      | 대수 | 직책   | 선거구                | 정당   | 득표수   | 득표율          | 순위 | 당락 | 비고           |
| -------- | --------- | ---- | ------ | --------------------- | ------ | -------- | --------------- | ---- | ---- | -------------- |
| 2010년   | 지방 선거 | 8대  | 시의원 | 서울 동작구 제1선거구 | 민주당 | 21,223표 | \| \| 44.38% \| | 1위  |      | 초선, 민선 5기 |
|          | 44.38%    |      |        |                       |        |          |                 |      |      |                |